# خالد حاج یوسف
خالد حاج یوسف (انگلیسی: Khaled Haj Youssef؛ زادهٔ ۱۲ ژانویهٔ ۱۹۸۹) بازیکن هندبال اهل تونس است.